# Clyde
Clyde je rijeka u južnoj Škotskoj duga 203 km. Površina sljeva iznosi 4.000 km².  Nastaje od dvije rijeke na padinama Lowther Hillsa. Utječe u Atlantski ocean.